# Tony Brooks
Tony Brooks (n. 25 februarie 1932, Dukinfield, Anglia, Regatul Unit – d. 3 mai 2022, Ottershaw⁠(d), Runnymede, Anglia, Regatul Unit) a fost un pilot englez de Formula 1.